# Ironman Chattanooga
Der Ironman Chattanooga ist eine jährlich im September stattfindende Triathlon-Sportveranstaltung über die Ironman-Distanz (3,86 km Schwimmen, 180,2 km Radfahren und 42,195 km Laufen) in Chattanooga (Tennessee) in den Vereinigten Staaten von Amerika.

## Organisation
Organisiert wird diese Veranstaltung von der World Triathlon Corporation (WTC), einem Tochterunternehmen des chinesischen Dalian-Wanda-Konzerns. 
Der erste Ironman fand hier am 28. September 2014 statt. Es wurden unter den 2322 Athleten 50 Startplätze für den Ironman Hawaii vergeben. Für Profi-Triathleten war ein Preisgeld von 25.000 US-Dollar ausgeschrieben, d. h. der schnellste Mann und die schnellste Frau erhalten je 5000 US-Dollar und ein Fünftplatzierter Profi-Triathlet erhält noch 1000 US-Dollar.
Im September 2015 gab es hier eine sehr knappe Entscheidung: Das Rennen der Männer wurde erst im Zielsprint entschieden und die schnellsten drei waren nur durch acht Sekunden getrennt.

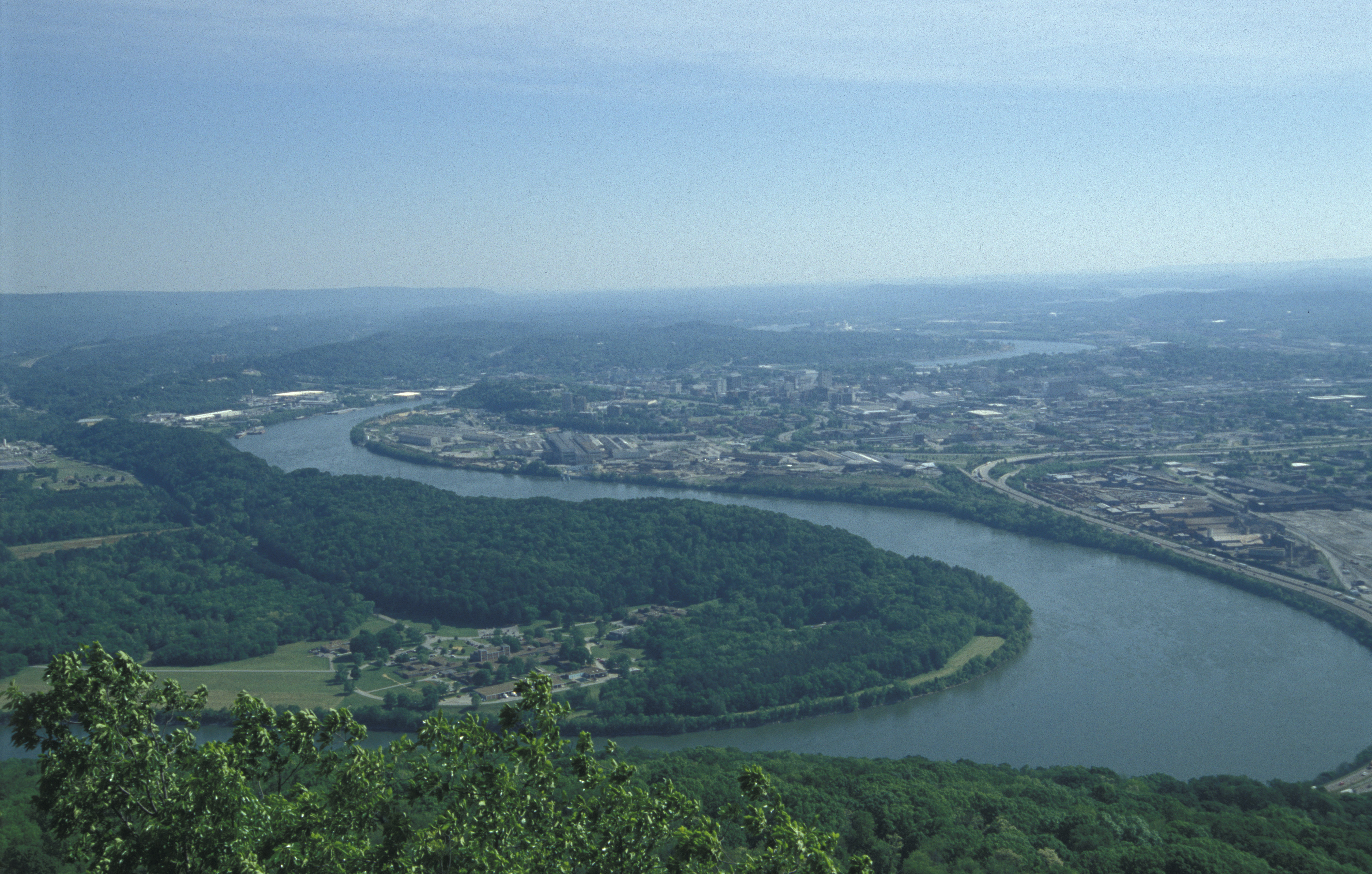
Chattanooga

2016 waren bei den Frauen keine Profi-Athletinnen am Start und 2017 waren bei den Männern keine Profis am Start. 2018 musste das Rennen nach Überschwemmungen in der Region ohne das Schwimmen auf verkürzter Distanz ausgetragen werden. 
Bei den Frauen waren 2018 keine Profis am Start.
Das Rennen fand hier zuletzt am 28. September 2024 statt und der Triathlon musste wegen Starkregens erneut ohne das Schwimmen ausgetragen werden.

### Streckenverlauf
- Die Schwimmstrecke liegt im Tennessee River und endet als Ausstiegspunkt im Ross’s Landing Park.
- Der 180-km-Radkurs über zwei Runden erzieht sich etwa über 1030 hm und führt in den Norden Georgias.
- Die Laufstrecke umfasst zwei Runden (200 hm) und führt entlang des Tennessee Riverwalk, Veterans Bridge, North Shore, Walnut Street Bridge und den Riverfront Parkway.[5]

### Streckenrekorde
Den Streckenrekord erzielte 2021 der Brite Joe Skipper mit seiner Siegerzeit von 7:46:19 Stunden und bei den Frauen wird er ebenso seit 2021 gehalten von Skye Moench mit 8:34:07 Stunden.

## Siegerliste
| N ° | Datum/Jahr    | Männer                                  | Männer                                  | Männer                                  | Frauen                                  | Frauen                                  | Frauen                                  |
| N ° | Datum/Jahr    | Erster Platz                            | Zweiter Platz                           | Dritter Platz                           | Erster Platz                            | Zweiter Platz                           | Dritter Platz                           |
| --- | ------------- | --------------------------------------- | --------------------------------------- | --------------------------------------- | --------------------------------------- | --------------------------------------- | --------------------------------------- |
| 11  | 28. Sep. 2025 |                                         |                                         |                                         |                                         |                                         |                                         |
| 10  | 29. Sep. 2024 | Sam Long -2-                            | Cody Beals                              | Andreas Dreitz                          | Sarah True                              | Stephanie Clutterbuck                   | Annamarie Strehlow                      |
| 09  | 24. Sep. 2023 | Fernando Maluf                          | Jimmy Sosinski                          | Matt Meredith                           | Kristen Larue                           | Lindsey Amerson                         | Hollie Swidarski                        |
| 08  | 25. Sep. 2022 | Drew Jordan                             | Adam Suczewski                          | Troy Castle                             | Amy Corrigan                            | Andrea Richardson                       | Amanda Almond                           |
| 07  | 26. Sep. 2021 | Joe Skipper (SR)                        | Lionel Sanders                          | Ben Hoffman                             | Skye Moench (SR)                        | Gurutze Frades Larralde                 | Melanie McQuaid                         |
|     | 27. Sep. 2020 | aufgrund der COVID-19-Pandemie abgesagt | aufgrund der COVID-19-Pandemie abgesagt | aufgrund der COVID-19-Pandemie abgesagt | aufgrund der COVID-19-Pandemie abgesagt | aufgrund der COVID-19-Pandemie abgesagt | aufgrund der COVID-19-Pandemie abgesagt |
| 06  | 29. Sep. 2019 | Sam Long                                | Matt Russell                            | Nicholas Chase                          | Angela Duncan Naeth -2-                 | Lisa Roberts                            | Lenny Ramsey                            |
| 05  | 30. Sep. 2018 | Cody Beals                              | Matt Russell                            | Kirill Kotšegarov                       | Lauren Harrison                         | Marj Rinaldo                            | Cat Heidrich                            |
| 04  | 24. Sep. 2017 | Villu Vakra                             | Karel Sumbal                            | Jonathan Noon                           | Elizabeth Lyles                         | Kim Schwabenbauer                       | Jessie Donavan                          |
| 03  | 25. Sep. 2016 | Marino Vanhoenacker                     | Jeff Symonds                            | Matt Russell                            | Michele Frank                           | Brigitte Paulick                        | Lori Sherlock                           |
| 02  | 27. Sep. 2015 | Kirill Kotšegarov                       | Matt Chrabot                            | Stefan Schmid                           | Carrie Lester                           | Lisa Roberts                            | Kim Schwabenbauer                       |
| 01  | 2. Sep. 2014  | Matt Hanson                             | Daniel Bretscher                        | Trevor Wurtele                          | Angela Duncan Naeth                     | Ruth Brennan Morrey                     | Jennie Hansen                           |